# Distrito Oeste Central (Tainan)

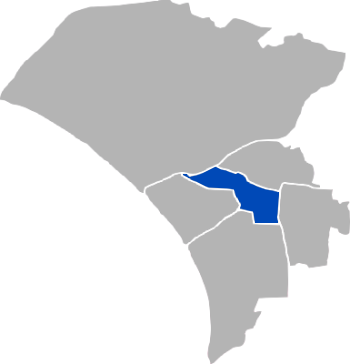
Localiazação do Distrito Oeste Central

Distrito Oeste Central (chinês tradicional: 中西區; pinyin: Zhōngxī Qū; Wade-Giles: Jhong Si Cyu; Pe̍h-ōe-jī: Tiong-se-khu) é um distrito localizado no centro da cidade de Tainan em Taiwan. É o distrito fundado em 1 de abril de 2004, que se fundiu com Distrito do Oeste e Distrito Central.
Esse distrito foi a capital de Taiwan por 200 anos e também a mais antiga região de Taiwan, e pode ser rastreada 300 anos.

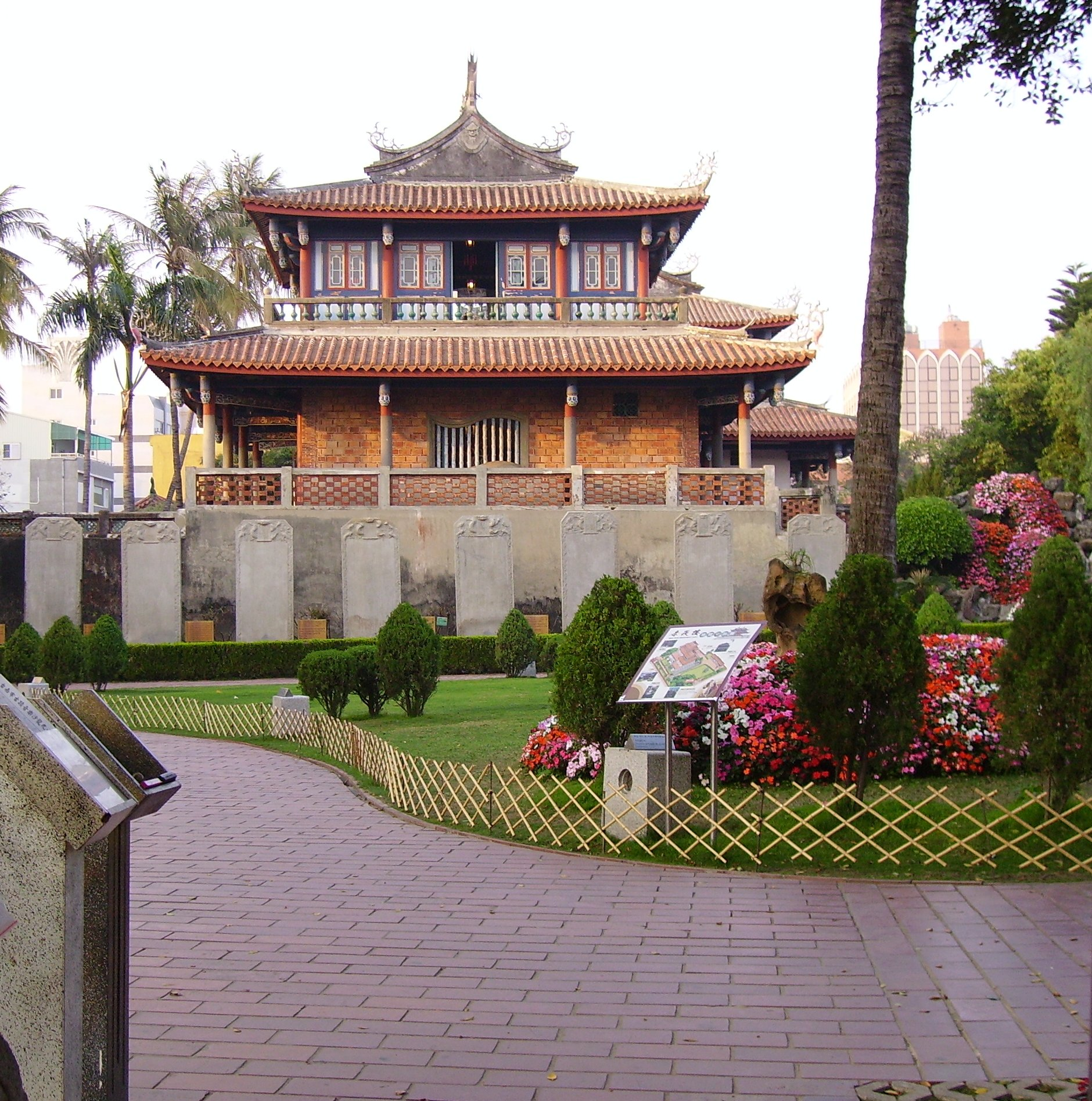
Fort Provintia (Chihkan Tower)